# 20. oklepna divizija (ZDA)
20. oklepna divizija (izvirno angleško 20th Armored Division) je bila oklepna divizija Kopenske vojske ZDA.